# William Butler (cónego)
William Butler BDec (falecido em 1519) foi cónego de Windsor de 1503 a 1519.

## Carreira
Ele foi nomeado para a sexta bancada na Capela de São Jorge, Castelo de Windsor em 1503 e ocupou a canonaria até 1519.